# براد هووكر
براد هووكر (بالإنجليزية: Brad Hooker)‏ هو فيلسوف بريطاني، ولد في 13 سبتمبر 1957.

## وصلات خارجية
- الموقع الرسمي